# Prijamna zgrada na željezničkoj postaji Dicmo
Prijamna zgrada na željezničkoj postaji Dicmo, prijamna zgrada u selu Dicmu.

## Opis
Prijemna zgrada u Prisoju, na nekadašnjoj željezničkoj postaji Dicmo nalazi se u Dicmu, istočno uz cestu Split-Sinj. Sagrađena je 1902.g., kao prateći objekt uskotračne željezničke pruge Split–Sinj. To je manja zgrada pravokutnog razvedenog tlocrta visine Su+Pr+potkrovlje s natkrivenom čekaonicom za putnike. Građena je od blokova bijelog kamena obrađenih „na bunju“. Krovovi su drveni dvostrešni s dubokim strehama, pokriveni kupom kanalicom i valovitim salonitom (čekaonica). Otvori pročelja imaju zidane ravne nadvoje, a prozori kamene klupčice. Prilaz je dvama vanjskim stepeništima uz sjeverno i južno pročelje. Glavni ulaz u zgradu je na sjevernom pročelju. Južno od zgrade nalazi se „gustirna“.

## Zaštita
Pod oznakom Z-5715 zavedena je kao nepokretno kulturno dobro - pojedinačno, pravna statusa zaštićena kulturnog dobra, klasificirano kao "profana graditeljska baština".